# 马吉林
马吉林（1957年—），云南鲁甸人，回族，中华人民共和国政治人物、第十一届全国人民代表大会云南地区代表。
毕业于中央党校函授学院经济管理专业，是中共党员。担任云南省昭通市昭阳区委书记、鲁甸县委书记。2008年起担任全国人大代表。2013年8月任云南省农垦总局党委书记，2014年11月退居二线，任省农垦总局巡视员，2015年12月退休。
2017年2月，据云南省纪委消息：经中共云南省委批准，云南省农垦总局原党委书记马吉林涉嫌严重违纪，正在接受组织调查。